# گیوم گالین
گیوم گالین (فرانسوی: Guillaume Gallienne‎؛ زادهٔ ۸ فوریهٔ ۱۹۷۲) بازیگر و کارگردان اهل فرانسه است. وی از سال ۱۹۹۲ میلادی تاکنون مشغول فعالیت بوده‌است.
از فیلم‌ها یا برنامه‌های تلویزیونی که وی در آن نقش داشته است می‌توان به از روی درماندگی، گنجینه ملی: کتاب اسرار، استریکس و اوبلیکس: خدا حافظ خاک بریتانیا، فانفان لا تولیپ و کنسرت اشاره کرد.
وی همچنین برنده جوایزی همچون جایزه سزار بهترین بازیگر مرد شده است.